# Lasse Norman Leth
Lasse Norman Leth (nacido Lasse Norman Hansen, Odense, 11 de febrero de 1992) es un deportista danés que compite en ciclismo en las modalidades de pista, especialista en las pruebas de persecución por equipos y ómnium, y ruta; doble campeón olímpico, en Londres 2012 y Tokio 2020. Está casado con la ciclista Julie Leth.
Participó en tres Juegos Olímpicos de Verano, obteniendo en total cinco medallas, oro en Londres 2012, en la prueba de ómnium, dos bronces en Río de Janeiro 2016, en ómnium y en persecución por equipos (junto con Niklas Larsen, Frederik Madsen y Casper von Folsach), y dos en Tokio 2020, oro en la carrera de madison (con Michael Mørkøv) y plata en persecución por equipos (con Niklas Larsen, Frederik Madsen y Rasmus Pedersen).
Ganó doce medallas en el Campeonato Mundial de Ciclismo en Pista entre los años 2012 y 2023, y siete medallas en el Campeonato Europeo de Ciclismo en Pista entre los años 2011 y 2025.

## Medallero internacional
| Juegos Olímpicos   | Juegos Olímpicos         | Juegos Olímpicos  | Juegos Olímpicos        |
| Año                | Lugar                    | Medalla           | Competición             |
| ------------------ | ------------------------ | ----------------- | ----------------------- |
| 2012               | Londres (Reino Unido)    | Medalla de oro    | Ómnium                  |
| 2016               | Río de Janeiro (Brasil)  | Medalla de bronce | Persecución por equipos |
| 2016               | Río de Janeiro (Brasil)  | Medalla de bronce | Ómnium                  |
| 2020               | Tokio (Japón)            | Medalla de oro    | Madison                 |
| 2020               | Tokio (Japón)            | Medalla de plata  | Persecución por equipos |
| Campeonato Mundial |                          |                   |                         |
| Año                | Lugar                    | Medalla           | Competición             |
| 2012               | Melbourne (Australia)    | Medalla de bronce | Ómnium                  |
| 2013               | Minsk (Bielorrusia)      | Medalla de plata  | Ómnium                  |
| 2013               | Minsk (Bielorrusia)      | Medalla de bronce | Persecución por equipos |
| 2014               | Cali (Colombia)          | Medalla de plata  | Persecución por equipos |
| 2016               | Londres (Reino Unido)    | Medalla de bronce | Persecución por equipos |
| 2019               | Pruszków (Polonia)       | Medalla de plata  | Madison                 |
| 2019               | Pruszków (Polonia)       | Medalla de bronce | Persecución por equipos |
| 2020               | Berlín (Alemania)        | Medalla de oro    | Persecución por equipos |
| 2020               | Berlín (Alemania)        | Medalla de oro    | Madison                 |
| 2021               | Roubaix (Francia)        | Medalla de oro    | Madison                 |
| 2022               | Saint-Quentin (Francia)  | Medalla de bronce | Persecución por equipos |
| 2023               | Glasgow (Reino Unido)    | Medalla de oro    | Persecución por equipos |
| Campeonato Europeo |                          |                   |                         |
| Año                | Lugar                    | Medalla           | Competición             |
| 2011               | Apeldoorn (Países Bajos) | Medalla de plata  | Persecución por equipos |
| 2015               | Grenchen (Suiza)         | Medalla de plata  | Ómnium                  |
| 2015               | Grenchen (Suiza)         | Medalla de bronce | Persecución por equipos |
| 2019               | Apeldoorn (Países Bajos) | Medalla de oro    | Persecución por equipos |
| 2019               | Apeldoorn (Países Bajos) | Medalla de oro    | Madison                 |
| 2019               | Apeldoorn (Países Bajos) | Medalla de plata  | Ómnium                  |
| 2025               | Heusden-Zolder (Bélgica) | Medalla de oro    | Persecución por equipos |

## Palmarés

### Ruta
2011
- 1 etapa de la Coupe des Nations Ville Saguenay

2012
- 1 etapa del An Post Rás

2013
- Gran Premio Herning
- Gran Premio de Fráncfort sub-23
- 1 etapa del Tour de Berlín
- 3.º en el Campeonato Mundial Contrarreloj sub-23

2015
- 1 etapa del Tour de Alberta

2016
- 3.º en el Campeonato de Dinamarca en Ruta

2018
- 1 etapa del Herald Sun Tour
- 1 etapa de la Vuelta a Dinamarca

2019
- 1 etapa de la Vuelta a Dinamarca

2024
- Tour de Fyen

### Pista
2010
- Campeonato de Dinamarca en Omnium

2011
- 2.º en el Campeonato Europeo Persecución por Equipos (haciendo equipo con Michael Mørkøv, Casper von Folsach, Rasmus Quaade)
- Campeonato de Dinamarca en Persecución
- Campeonato de Dinamarca en Puntuación

2012
- 3.º en el Campeonato Mundial Omnium
- Campeonato Olímpico en Omnium

2013
- 3.º en el Campeonato Mundial Persecución por Equipos (haciendo equipo con Casper von Folsach, Mathias Møller Nielsen y Rasmus Quaade)
- 2.º en el Campeonato Mundial Omnium
- Seis días de Copenhague (con Michael Mørkøv)
- Copa del Mundo de Glasgow (Reino Unido) en Persecución por Equipos (con Casper von Folsach, Rasmus Quaade y Mathias Nielsen)
- Copa del Mundo de Glasgow (Reino Unido) en Persecución

2014
- 2.º en el Campeonato Mundial Persecución por Equipos (haciendo equipo con Casper von Folsach, Alex Rasmussen y Rasmus Quaade)

2015
- 2.º en el Campeonato Europeo en Omnium
- 3.º en el Campeonato Europeo en Persecución por equipos

2016
- 3.º en el Campeonato Mundial Persecución por Equipos (haciendo equipo con Niklas Larsen, Frederik Madsen y Casper von Folsach)
- 3.º en el Campeonato Olímpico en Omnium
- 3.º en el Campeonato Olímpico en Persecución por Equipos (haciendo equipo con Niklas Larsen, Frederik Madsen y Casper von Folsach)

2017
- Seis días de Copenhague (con Michael Mørkøv)

2018
- Copa del Mundo de Saint-Quentin-en-Yvelines (Francia) en Madison (con Michael Mørkøv)
- Copa del Mundo de Saint-Quentin-en-Yvelines (Francia) en Persecución por Equipos (con Casper von Folsach, Rasmus Pedersen y Julius Johansen)
- Copa del Mundo de Milton (Canadá) en Persecución por Equipos (con Casper von Folsach, Rasmus Pedersen y Julius Johansen)
- Copa del Mundo de Berlín (Alemania) en Madison (con Casper von Folsach)
- Campeonato de Dinamarca en Omnium

2019
- Copa del Mundo de Minsk (Bielorrusia) en Madison (con Michael Mørkøv)
- Copa del Mundo de Minsk (Bielorrusia) en Persecución por Equipos (con Frederik Madsen,Rasmus Pedersen y Julius Johansen)
- Campeonato Europeo en Persecución por equipos (con Julius Johansen, Frederik Madsen y Rasmus Pedersen)
- Campeonato Europeo en Madison (con Michael Mørkøv)
- 2.º en el Campeonato Europeo en Omnium
- Campeonato de Dinamarca en Scratch
- Campeonato de Dinamarca en Omnium
- Campeonato de Dinamarca en Puntuación

2020
- Campeonato Mundial en Madison (haciendo equipo con Michael Mørkøv)
- Campeonato Mundial en Persecución por Equipos (con Frederik Madsen, Rasmus Pedersen y Julius Johansen)

## Resultados en Grandes Vueltas y Campeonatos del Mundo
Durante su carrera deportiva ha conseguido los siguientes puestos en las Grandes Vueltas y Campeonatos del Mundo. 
| Carrera              | Carrera              | 2011 | 2012 | 2013 | 2014 | 2015 | 2016 | 2017  | 2018 | 2019 | 2020 | 2021 | 2022 | 2023 |
| -------------------- | -------------------- | ---- | ---- | ---- | ---- | ---- | ---- | ----- | ---- | ---- | ---- | ---- | ---- | ---- |
|                      | Giro de Italia       | —    | —    | —    | —    | —    | —    | —     | —    | —    | —    | —    | —    | —    |
|                      | Tour de Francia      | —    | —    | —    | —    | —    | —    | —     | —    | —    | —    | —    | —    | —    |
|                      | Vuelta a España      | —    | —    | —    | —    | —    | —    | 139.º | —    | —    | —    | —    | —    | —    |
| Mundial Contrarreloj | Mundial Contrarreloj | —    | —    | —    | 53.º | —    | —    | 34.º  | —    | —    | —    | —    | —    | —    |

| —: No participó | Ab: Abandono |

## Equipos
- Team Concordia Forsikring-Himmerland (2011)
- Blue Water (2012-2013)
- Garmin/Cannondale (2014-2015)
  - Garmin Sharp (2014)
  - Team Cannondale-Garmin (2015)
- Stölting Service Group (2016)
- Aqua Blue Sport (2017-2018)
- Corendon/Alpecin (2019-2020)
  - Corendon-Circus (2019)
  - Alpecin-Fenix (2020)
- Qhubeka (2021)
  - Team Qhubeka ASSOS (01.2021-06.2021)
  - Team Qhubeka NextHash (06.2021)
- Uno-X Pro Cycling (2022-2023)
- Team CO:PLAY-Giant Store (2024)